# Manewr Worka
Manewr Worka, znany także jako "widelec Mortona" (ang. "Morton's fork") to w brydżu manewr rozgrywającego polegający na zagraniu niskiej karty spod jednego honoru do drugiego honoru w tym kolorze (np. z Kxx z ręki do Dx w dziadku) licząc na to, że obrońca siedzący "pod" honorem do którego jest zagrana mała karta, nie będzie mógł wskoczyć asem bez straty lewy dla obrony, na przykład:
```
                       ♠ D 9 8
                       
♥
 A K 8
                       
♦
 A W 4
                       ♣ D 8 3 2
             ♠ W 7 5 2            ♠ A 10 6 3
             
♥
 7 5 4 2            
♥
 D W 9 6 3
             
♦
 5 3                
♦
 D 10 9 6
             ♣ W 10 4             ♣ -
                       ♠ K 4
                       
♥
 10
                       
♦
 K 8 7 2
                       ♣ A K 9 7 6 5
```

S rozgrywa 6♣ po ataku kierowym.  Rozgrywający ściąga atuty i gra pika do króla stawiając obrońcę E w sytuacji bez wyjścia.  Jeżeli zabije tą lewę, to rozgrywający będzie mógł wyrzucić dwa kara na pika i kiera, a jeżeli przepuści, to rozgrywający wyrzuci przegrywającego pika na kiera i odda tylko karo.
Polska nazwa tego manewru pochodzi od nazwiska brydżysty, który go opisał - Milton Work, natomiast angielska "Morton's fork" - "widelec Mortona" to odpowiednik polskiego przysłowia "znajdować się między młotem  a kowadłem". Wywodzi się od Johna Mortona, poborcy podatkowego za czasów króla Henryka VII, który opracował oryginalny sposób szacowania podatków: jeżeli ktoś był wyraźnie bogaty i dobrze mieszkał, oznaczało to, ze miał z czego zapłacić podatki, a jeżeli mieszkał biednie i nie afiszował się bogactwem, oznaczało to, że miał dużo zaoszczędzonych pieniędzy.  W każdym przypadku należało zapłacić podatek - czy w przypadku brydża, dać lewę rozgrywającemu.